# Cecilio Fernández
Cecilio Fernández Grado (* 27. Juli 1959 in Mijar) ist ein früherer spanischer Biathlet.
Cecilio Fernández kam erstmals 1981 in Lahti bei Biathlon-Weltmeisterschaften zum Einsatz. Im Sprint kam er auf den 74. Platz, wurde 70. im Einzel und mit Jose Vega, Manuel García Valinas und Francisco Garcia belegte der Spanier im Staffelrennen Rang 17. 1982 wurde er in Minsk 61. des Einzels und 66. im Sprintrennen. Die Biathlon-Weltmeisterschaften 1983 wurden zu Fernández’ letzter WM. In Antholz lief García auf den 71. Platz im Einzel, wurde 75. im Sprint und mit Francisco Garcia, Manuel García und Jose Vega Staffel-18. Zum Abschluss und Höhepunkt der Karriere wurden die Olympischen Spiele 1984 in Sarajevo, wo García mit Cecilio Fernández als erste Spanier überhaupt und bis zur Teilnahme von Luis Alberto Hernando 2006 in Turin auch als letzte Spanier an olympischen Biathlonwettkämpfen teilnahmen. Im Sprint kam Fernández auf den 55. Platz, im Einzel wurde er 57. Er arbeitet für die Guardia Civil.